# Veldtocht
Een veldtocht (ook: militaire campagne of offensief) is een lange afstandsmars van een of meer legers met als doel bepaalde gebieden te veroveren door de inzet van gewapend geweld. Het komt voor dat er een lange route is waarin opgetrokken wordt naar het grondgebied waar oorlog gevoerd gaat worden, maar ook dat er een reeks opeenvolgende gevechten (veldslagen of belegeringen) plaatsvindt. Soms wordt de expeditie ondernomen door één leger, dat eventueel tijdens de veldtocht wordt versterkt, maar vaak ook door meerdere eenheden onder leiding van verschillende aanvoerders.
Men spreekt meestal van een veldtocht als in een oorlog een bepaald vijandig gebied in verschillende fasen wordt onderworpen. Bijvoorbeeld bij Don Frederiks veldtocht aan het begin van de Tachtigjarige oorlog (1568-1648), waarbij de vijandelijke gebieden stad voor stad werden heroverd. Een veldtocht duurt meestal zolang als de gevechten gewonnen worden; een nederlaag kan het einde van de veldtocht betekenen, tenzij de verliezen kunnen worden beperkt en men snel kan terugtrekken en elders alsnog de vijand kan verslaan.
Een veldtocht duurt meerdere dagen en kan zelfs jaren duren. Voorbeelden:
- Tiendaagse Veldtocht, uitgevoerd door het leger van het Verenigd Koninkrijk der Nederlanden.
- Achttiendaagse Veldtocht, verdediging van het Belgisch leger tegen de Duitse inval tijdens de Tweede Wereldoorlog.

## De seizoenen

### Oogsttijd
Veldtochten werden zo mogelijk niet georganiseerd in het oogstseizoen van de landbouw. Veel soldaten werden gerekruteerd onder de arme bevolking, dezelfde groepen die ook bij de oogsten meewerkten. Als de soldaten nodig waren voor een oorlog en niet konden oogsten, zou er onvoldoende voedsel zijn voor de bevolking en voor de legers. De start van het opmarcheren van legers naar Jeruzalem voor de Eerste Kruistocht was daarom bijvoorbeeld voorzien vanaf het einde van de zomer in het jaar 1096.

### Winter
In premoderne tijden werden veldtochten meestal onderbroken tijdens de winter, waarbij de soldaten zich terugtrokken in de winterkwartieren om enigszins beschermd de koudste maanden door te komen. In gunstige weersomstandigheden en met de juiste uitrusting kon een veldtocht echter ook in de winter worden voortgezet om de vijand te verrassen. Zo stak generaal Jean-Charles Pichegru tijdens de Franse veldtocht in de Nederlanden in de strenge winter van 1794–95 onverwachts de bevroren grote rivieren over en bracht de Republiek der Zeven Verenigde Nederlanden ten val. Maar ondoordachte wintercampagnes hadden vaak desastreuze gevolgen door hoge sterfte onder de soldaten; een berucht voorbeeld hiervan is de Veldtocht van Napoleon naar Rusland (24 juni – 14 december 1812). Legeraanvoerders probeerden er daarom al maanden van tevoren rekening mee te houden dat hun troepen ruim op tijd in veilig gebied terugkeerden of nieuwe winterkwartieren konden opzetten, anders zou men makkelijk ten prooi kunnen vallen aan de vijand of de elementen.